# جيمي تومسون (لاعب دوري الرغبي)
جيمي تومسون (بالإنجليزية: Jimmy Thompson)‏ هو لاعب دوري الرغبي بريطاني، ولد في 1946.